# Daniel Daga
Daniel Demenenge Daga (Makurdi, Benue, 10 de enero de 2007) es un futbolista nigeriano. Juega de pivote y su equipo actual es el Molde FK de la Eliteserien, máxima categoría del fútbol de Noruega.

## Trayectoria
Debutó como profesional en el año 2022, en su club formativo F. C. One Rocket, jugó en la División 1 de Nigeria.
Para el año siguiente fue cedido a préstamo al Dakkada Football Club para que tenga rodaje en primera división, debutó en la Liga de Fútbol Profesional de Nigeria el 15 de enero de 2023, fue titular, convirtió un gol al minuto 97, lo que sentenció el empate 1-1 ante Bayelsa United FC. Posteriormente no volvió a jugar debido a su compromiso con la selección sub-20 de Nigeria, además se lesionó. El equipo descendió de categoría tras una mala campaña.
Volvió a ser cedido para que mantenga rodaje en la máxima categoría del fútbol nigeriano a comienzos de la temporada 2023-24, esta vez al Enyimba Football Club. De inmediato se integró al nuevo club como titular habitual.
En octubre de 2024 trascendió el interés de Molde FK por su fichaje, ya que tuvo que dejar la concentración de la selección en la Eliminatoria al Campeonato Africano Sub-20 de 2025 para tramitar su visa. Fue presentado por el club noruego el 25 de enero de 2025.
Debutó en Europa el 20 de febrero, para jugar contra Shamrock Rovers por Conference League, debido a un empate en el marcador global fueron a prórroga, instancia en la que se lesionó su compañero Markus André Kaasa y el entrenador decidió darle minutos, el empate se mantuvo, fueron a penales, Daniel convirtió el suyo y ganaron 4-6.
En el comienzo del campeonato local, no tuvo minutos en la fecha 1 con los profesionales, por lo que jugó con la reserva del club, fue titular, se destacó con 2 goles pero fueron derrotados 4-2.

## Selección nacional
Daniel ha sido internacional con la selección de Nigeria en la categoría juvenil sub-20.
Fue parte del equipo que ganó la Eliminatoria al Campeonato Africano Sub-20 en 2022, a pesar de dar ventaja con la edad y tener 15 años, fue destacado como el mejor jugador del partido en 3 ocasiones, también logró ser el mejor jugador de la Zona Oeste B. En el primer partido del Campeonato Africano se lesionó y se perdió el resto de la competición, de igual manera lograron el tercer puesto y clasificaron a la Copa Mundial Sub-20 de 2023.
Fue confirmado en el plantel nigeriano del Mundial como el jugador más joven de la selección. Fue titular, llegaron hasta cuartos de final, donde fueron derrotados 1-0 por Corea del Sur en la prórroga. Estuvo presente en los 5 partidos con 16 años.
El 14 de febrero de 2024 fue convocado a nuevos entrenamientos de la sub-20, esta vez de cara a los Juegos Panafricanos.

## Estadísticas
Actualizado al último partido citado el 3 de agosto de 2025.
| Club                  | Div.          | Temporada     | Liga  | Liga  | Liga   | Copas nacionales | Copas nacionales | Copas nacionales | Copas internacionales | Copas internacionales | Copas internacionales | Total | Total | Total  |
| Club                  | Div.          | Temporada     | Part. | Goles | Asist. | Part.            | Goles            | Asist.           | Part.                 | Goles                 | Asist.                | Part. | Goles | Asist. |
| --------------------- | ------------- | ------------- | ----- | ----- | ------ | ---------------- | ---------------- | ---------------- | --------------------- | --------------------- | --------------------- | ----- | ----- | ------ |
| Dakkada F. C. Nigeria | 1.ª           | 2022-23       | 1     | 1     | 0      | -                | -                | -                | -                     | -                     | -                     | 1     | 1     | 0      |
| Dakkada F. C. Nigeria | Total club    | Total club    | 1     | 1     | 0      | 0                | 0                | 0                | 0                     | 0                     | 0                     | 1     | 1     | 0      |
| Enyimba F. C. Nigeria | 1.ª           | 2023-24       | 27    | 0     | 2      | -                | -                | -                | 2                     | 0                     | 0                     | 29    | 0     | 2      |
| Enyimba F. C. Nigeria | 1.ª           | 2024-25       | 9     | 0     | 0      | -                | -                | -                | 4                     | 0                     | 0                     | 13    | 0     | 0      |
| Enyimba F. C. Nigeria | Total club    | Total club    | 36    | 0     | 2      | 0                | 0                | 0                | 6                     | 0                     | 0                     | 42    | 0     | 2      |
| Molde FK · Noruega    | 1.ª           | 2025          | 8     | 1     | 0      | 2                | 1                | 1                | 2                     | 0                     | 0                     | 12    | 2     | 1      |
| Molde FK · Noruega    | Total club    | Total club    | 8     | 1     | 0      | 2                | 1                | 1                | 2                     | 0                     | 0                     | 12    | 1     | 1      |
| Total carrera         | Total carrera | Total carrera | 45    | 2     | 2      | 2                | 1                | 1                | 8                     | 0                     | 0                     | 55    | 3     | 3      |
| 1.                    |               |               |       |       |        |                  |                  |                  |                       |                       |                       |       |       |        |

## Palmarés

### Distinciones individuales
| Distinción                                                                             | Año  |
| -------------------------------------------------------------------------------------- | ---- |
| Parte de los 60 mejores jugadores jóvenes del mundo para The Guardian (categoría 2007) | 2024 |